# MORFO Tervezőművészeti Műhely
A MORFO Tervezőművészeti Műhelyt – akkori nevén Morfo Gruppot – 1999 augusztusában Kiss Dániel Tamás okleveles építész tervezőművész belsőépítész, Lipák Gábor és Tóth Péter okleveles formatervező művészek a Soproni Egyetem Alkalmazott Művészeti Intézetének első végzős évfolyamának friss diplomásai alapították Szombathelyen. A szakmai tevékenységüket már egyetemi éveik alatt megkezdték, ők voltak a soproni Workshopron Egyesület alapítói és első rendezvényeinek szervezői.
A csoport első éveiben meghatározó volt a bútorfejlesztés, egyedi bútorok tervezése és sokszor a prototípusok saját kezű elkészítése. Innovatív bútoraikkal sok hazai kiállításon, pályázaton részt vettek. Munkáik súlypontja elsősorban a belsőépítészeti tervezés volt, lakberendezési munkákkal kiegészítve. Kisebb építészeti munkákkal és grafikai arculattervezéssel tették teljessé a tervezőművészeti szolgáltatást.
Tevékenységük első időszakában 1999-2009-ig Szombathely belvárosában a Széll Kálmán utca 14. alatt, majd a Varasd utcában található HOMA Centrumban alakították ki 100 m²-es műtermüket, mely bemutatóteremként, galériaként és irodaként is működik. Az összenyitott saját tervezésű alkotótérben 2010 óta dolgoznak, mely képzőművész és tervező barátaik, kollégáik munkáit bemutató időszaki kiállításoknak ad helyet. A tematika változatos: építészet, belsőépítészet, design, grafika, fotó, képzőművészet.
A helyi építész kamarával együttműködve szakmai témájú kreditpontos előadásokat szerveznek.

## Tagok
- Kiss Dániel Tamás alapító, okleveles építész tervezőművész, belsőépítész vezető tervező
- Tóth Péter alapító okleveles formatervező művész,
- Leposa Lilla okleveles építész tervezőművész,
- Szabó Péter okleveles építész tervezőművész,
- Krizsán Anita okleveles építőművész.

## Munkák

### Belsőépítészeti tervezés
- Szombathelyi vasútállomás belsőépítészete, Szombathely 2002
- Szombathelyi Megyeháza Díszterme, Szombathely 2003
- Körmendi vasútállomás belsőépítészete, Körmend 2012
- Bodorka Akváriumház belsőépítészete, Balatonfüred 2015
- Körmendi Battyhány-Strattmann-kastély színház és fogadóépület,[2][3] Körmend 2015
- Hotel Caramell[4] belsőépítészet, Bük 2006, 2012, 2016